# Тартешани
Тартешани (грч. Τάρτησσος, лат. Tartessus) је најстарија западна култура која је настала у првом миленијуму пре нове ере. Налазила се у данашњој западној Андалузији и јужном Португалу. Ова култура се налазила на обалама реке Тартесос, коју су Римљани називали Бетис а Арапи Гвадалкивир, име које и данас носи. Међутим, ништа се не може тврдити са сигурношћу јер неки аутори поистовећују Тартесос са Тахом, и многим другим рекама.
О овој култури се веома мало зна, и извори се ограничавају на грчке и римске списе, као и неке од археолошких налазишта. Првобитно су се бавили сточарством и земљорадњом, а касније су такође експлоатисали и руднике у региону. Врхунац је ова култура доживела између IX и VII веку п. н. е., доба које се поклапа са периодом кад су Феничани поставили обалске факторије за добијање метала у замену за готове производе који су били цењени међу тартешанском елитом.
Тартешани су развили језик и писмо које се разликовало од језика и писама суседних народа, и били су под утицајем египатске и феничанске културе.